# Інфекція сечових шляхів
Інфекція сечових шляхів — збірне поняття для означення бактеріального або іншого ураження сечових шляхів. Ураження нижніх сечових шляхів призводить до виникнення циститу (запалення сечового міхура), тоді як ураження верхніх сечових шляхів призводить до пієлонефриту (запалення нирок). Прояви запалення нижніх сечових шляхів: болісне і часте сечовипускання, часті позиви до нього, що об'єднується у збірне поняття дизурія, часто одночасне поєднання цих проявів, тоді як при пієлонефриті до цього часто додається гарячка та ниркові коліки. У людей похилого віку та у маленьких дітей прояви можуть бути нечіткими та невиразними. Зазвичай, основним збудником обох захворювань є Escherichia coli, але можуть бути й інші бактерії чи найпростіші, паразитні грибки.
Інфекції сечових шляхів частіше уражають жінок, ніж чоловіків. Захворювання часто рецидивують. До факторів ризику відносять: анатомічні особливості жінок, безладні статеві відносини та генетичну схильність. Пієлонефрит зазвичай виникає на тлі інфекції сечового міхура, але може також виникнути внаслідок бактеріємії. У молодих, здорових в іншому плані жінок, діагноз можна встановити лише на основі симптомів. Діагностування захворювання у пацієнтів із невиразними симптомами ускладнюється тим, що збудник може бути присутнім в організмі, але при цьому не провокувати виникнення інфекції.
Неускладнені бактеріальні інфекції сечових шляхів легко виліковуються курсом антибіотиків, проте, кількість антибіотиків, що використовуються при лікуванні та до яких у бактерій виробилась резистентність, зростає. При ускладненнях застосовують довший курс лікування пероральними або ж антибіотиками з парентеральним введенням, але за відсутності покращення стану хворого протягом двох чи трьох днів, виникає необхідність проведення додаткових діагностичних досліджень. У жінок інфекція сечових шляхів є найпоширенішою формою бактеріальних інфекцій. Щорічно 10 % жінок захворюють на інфекції сечових шляхів.

## Клінічні прояви

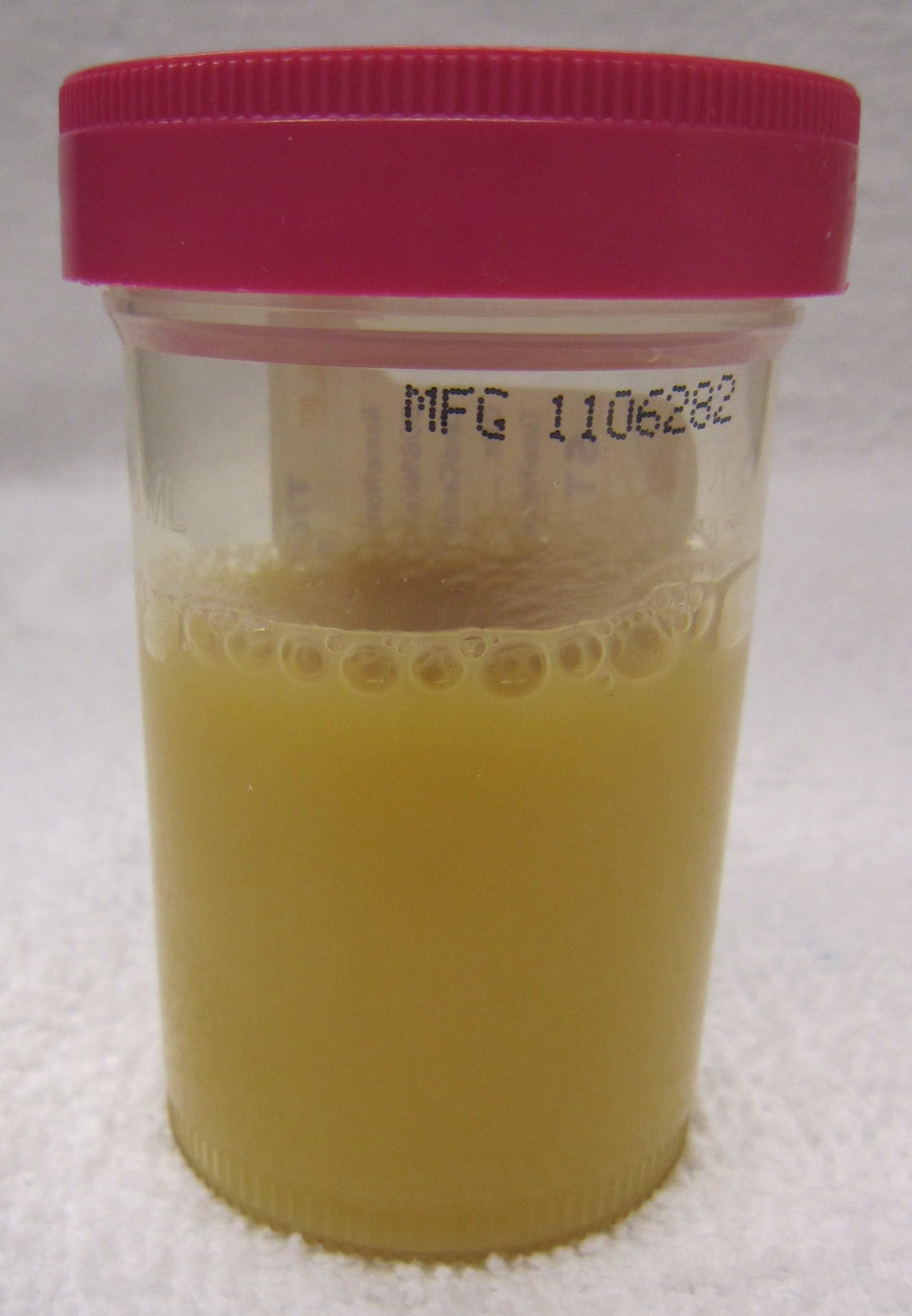
Сеча може містити гній (піурія)

Серед найбільш поширених симптомів виділяють дизурію потребу за відсутності вагінальних виділень та значного болю. Інтенсивність цих проявів може бути від легких до тяжких, у жінок ці симптоми тривають в середньому протягом шести днів. Незначний біль може відчуватися вище лобкової кістки або у попереку. Хворі на пієлонефрит, крім класичних симптомів, притаманних інфекції нижніх сечових шляхів, можуть мати біль у боці, гарячку чи нудоту та блювання. Інколи, у сечі можуть з'являтися домішки крові (гематурія) або візуальні прояви піурії (гній у сечі).

### У дітей
У маленьких дітей гарячка може бути єдиним проявом інфекції сечових шляхів. Саме через відсутність очевидних симптомів, багато медичних асоціацій рекомендують проводити аналіз сечі при гарячці у дівчаток до двох років та у хлопчиків до року, яким не робили обрізання. Діти можуть погано їсти, блювати, більше спати чи мати жовтяницю. 

### У похилому віці
У літніх людей прояви захворювання сечових шляхів часто відсутні. Симптоми можуть бути нечітким та проявлятися лише нетриманням сечі, зміненням психічного стану чи втомою. Бувають випадки, коли пацієнти звертаються за медичною допомогою вже із сформованим уросепсисом. Встановлення діагнозу може ускладнюватися тим, що багато літніх людей на момент захворювання вже страждали на нетримання сечі чи слабоумство.

## Причини
У 80-85 % випадках захворювання на інфекції сечових шляхів спричинене E. coli, тоді як стафілокок сапрофітний викликає лише 5-10 % інфекцій. Інколи вони можуть мати вірусне або грибкове походження. До інших бактерій-збудників належать: Клебсієла, Протеус, Синьогнійна паличка та Ентеробактер. Ці бактерії є нетиповими збудниками та зазвичай свідчать про аномалії сечової системи чи про катетеризацію сечового міхура. Інфекції сечових шляхів, що спричинені Золотистим стафилококом зазвичай виникають внаслідок інфекцій, що передаються через кров.

### Секс
У молодих та сексуально активних жінок, статева активність є причиною 75-90 % випадків інфекції сечового міхура. Ризик інфікування залежить від частоти статевих актів. Термін «цистит медового місяця» застосовується до частих випадків цього захворювання сечових шляхів на початку шлюбу. Після настання менопаузи, сексуальна активність жінки не впливає на ризик розвитку ІСШ. Застосування сперміциду підвищує ризик розвитку ІСШ незалежно від статевої активності.
Жінки більш схильні до ІСШ, ніж чоловіки, через те, що у жінок сечовипускальний канал значно коротший, ніж у чоловіків, та розташований ближче до анального отвору. Через зниження рівню естрогену під час менопаузи та зникнення захисної вагінальної флори, ризик розвитку інфекції сечових шляхів збільшується.

### Сечовий катетер
Застосування катетеризація сечового міхура підвищує ризик розвитку інфекцій сечових шляхів. Ризик виникнення бактеріурії (наявність бактерій у сечі) знаходиться в межах 3-6 % на день. Профілактичне застосування антибіотиків не є ефективним для послаблення симптомів інфекцій. Для зниження ризику виникнення інфекції необхідно проводити катетеризацію лише у разі крайньої необхідності, використовувати асептичний метод введення катетера та підтримувати безперешкодний відтік сечі через закритий дренаж катетера.

### Інше
Схильність до інфекцій сечового міхура може бути спадковою. Інші фактори ризику включають діабет, необрізання крайньої плоті та наявність збільшення простати. Фактори, що ускладнюють перебіг захворювання, не є досить чіткими, серед них: анатомічні, функціональні та метаболічні аномалії.  Ускладнені випадки ІСШ важче піддаються лікуванню та зазвичай вимагають інвазивнішого дослідження, лікування та подальшого спостереження. У дітей ІСШ пов'язані з везико-уретеральним рефлюксом (аномальний рух сечі від сечового міхура до сечоводів чи нирок) та закрепом.
Пацієнти з пошкодженням спинного мозку знаходяться в групі підвищеного ризику розвитку інфекцій сечових шляхів, що частково пояснюється постійним використанням катетеру та частково порушенням сечовипускання. Для даної групи пацієнтів це є найпоширенішою причиною розвитку інфекції та госпіталізації. Крім того, вживання соку журавлини чи харчових додатків на основі журавлини не є ефективним для запобігання та лікування захворювання у цієї категорії хворих.

## Патогенез
Зазвичай, бактерії, які спричиняють розвиток інфекції сечових шляхів, потрапляють до сечового міхура через уретру. Проте, інфекція може також потрапити до організму через кров чи лімфу. Вважаться, що частіше за все бактерії потрапляють до уретри з кишечнику, при цьому, ризик зараження у жінок вищій внаслідок їхньої анатомічної будови. Після потрапляння до сечового міхура, бактерії E. Coli прикріпляються до стінки міхура та формують біоплівку, яка протидіє імунній реакції організму.

## Запобіжні заходи
Деякі превентивні заходи не отримали підтвердження щодо впливу на частоту ІСШ; серед них: застосування протизаплідних пігулок чи презервативів, сечовипускання одразу після статевого акту, тип нижньої білизни, засоби особистої гігієни, що застосовуються після сечовипускання чи дефекації, та звичка приймати душ чи ванну. Також бракує свідчень щодо впливу утримання сечі, використання тампонів та спринцювання.
Людям з частими інфекціями сечових шляхів, які використовують сперміцид чи протизаплідний ковпачок, рекомендується спробувати інші засоби контрацепції. Вживання журавлини (сік чи капсули) може зменшити частоту рецидивів, проте довготривале використання залишається під питанням, через те, що у більш ніж 30 % воно викликає шлунково-кишкові розлади. Вживання двічі на день є більш ефективним ніж один раз. Станом на 2011 рік, цілющий вплив інтравагінальних пробіотиків на ІСШ потребує подальшого дослідження. Використання презервативів без сперміциду чи вживання протизаплідних пігулок не підвищує ризик виникнення неускладнених інфекцій сечових шляхів .

### Лікування
Лікування тривалим курсом антибіотиків є ефективним при рецидивуючих інфекціях. Найчастіше призначають такі ліки, як нітрофурантоїн та триметоприм/сульфаметоксазол. Іншим ефективним медичним засобом, що використовується при лікуванні, є гексаметилентетрамін. При потраплянні в сечовий міхур з низькою кислотністю, він виробляє формальдегід, до якого бактерії не виробляють резистентності. У випадках інфекцій, що виникли внаслідок статевих відносин, доцільним є прийом антибіотиків після статевого акту. Для лікування жінок у період менопаузи застосовують зовнішній вагінальний естроген, що дозволяє зменшити частоту рецидивів. На відміну від зовнішнього застосування крему, лікування естрогеном у вагінальних свічках є менш ефективним, ніж невеликою дозою антибіотиків. Станом на 2011 рік кілька вакцин знаходиться у стадії розробки.

### У дітей
Не існує достатніх доказів ефективності превентивного прийому антибіотиків задля зниження ризику інфекції сечових шляхів у дітей. Проте, за умови відсутності прихованих аномалій нирок, рецидивуючі ІСШ рідко призводять до проблем з нирками в майбутньому та є причиною менш ніж однієї третини відсотка (0,33 %) хронічних хвороб нирок у дорослих .

## Діагноз

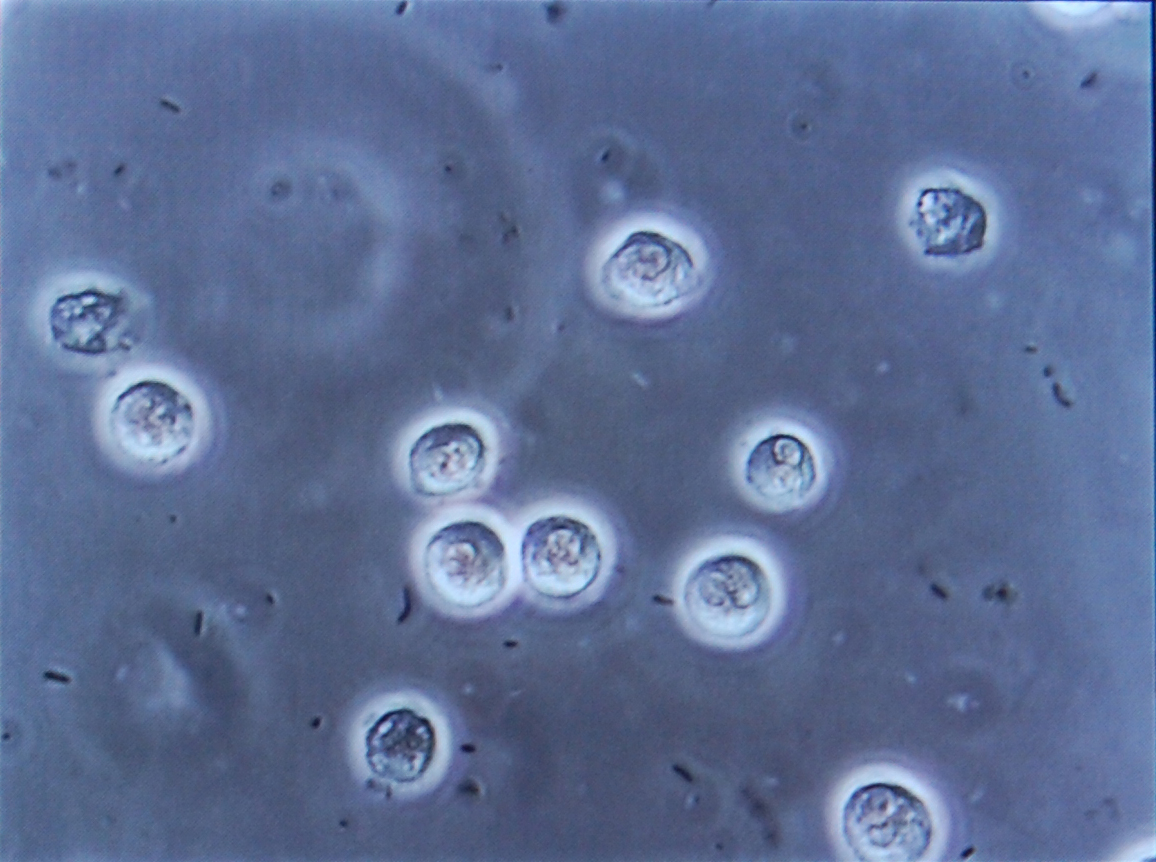
Комплексні бацили (паличкоподібні бактерії, зображені тут як чорні та бобовидні) між білими кров'яними тільцями у мікроскопічному аналізі сечі. Ці зміни вказують на інфекцію сечового тракту.

У простих випадках можна встановити діагноз і призначити лікування лише на симптомах без подальшого підтвердження лабораторними аналізами. У складних або сумнівних випадках може бути корисним проведення аналізу сечі, задля перевірки наявності нітритів сечі, білих кров'яних тілець (лейкоцитів) або лейкоцитарної естерази. Інший тест, мікроскопічний аналіз сечі, виявляє наявність червоних кров'яних тілець, білих кров'яних тілець або бактерій. Посів культури сечі вважається позитивним, якщо кількість її бактеріальних колоній більше або дорівнює 103 колонієутворюючих одиниць на мл типового організму сечового тракту. Чутливість до антибіотиків можна перевірити за допомогою цих культур, застосовуючи їх для вибору лікування антибіотиками. Проте стан жінок з негативним посівом може все ж таки покращуватися при застосуванні антибіотиків. У літніх людей важко встановити діагноз, через невираженість симтоматики й відсутність надійних результатів аналізів інфекцій сечового тракту.

### Класифікація
Інфекція сечового тракту може охоплювати лише нижній сечовий тракт, і в цьому випадку вона відома як інфекція сечового міхура. Або вона може охоплювати верхній сечовий тракт, і в цьому випадку вона відома як пієлонефрит. Якщо сеча містить значну кількість бактерій, але симптоми відсутні, цей стан відомий як асимптоматична бактеріурія. Якщо інфекція сечового тракту охоплює верхній тракт, і людина має наступні особливості: цукровий діабет, вагітність, належить до чоловічої статі, має імунодефіцит — інфекція вважається ускладненою. В іншому випадку, якщо мова йде про здорову та передклімактеричну жінку, інфекція вважається неускладненою. У дітей, інфекція класифікується інфекцією верхнього сечового тракту коли інфекція сечового тракту пов'язана з гарячкою

### У дітей
Щоб поставити діагноз інфекції сечового тракту дитині, потрібен позитивний посів сечової культури. Забруднення дуже ускладнює процедуру, в залежності від застосованого методу відбору, тому максимальна концентрація 105 КУО/мл застосовується для аналізу середньої порції сечі, 104 КУО/мл застосовується для аналізу зразків, отриманих через катетер, та 102 КУО/мл застосовується для надлобкової аспірації (зразок, що отримують із сечового міхура за допомогою голки). Застосування «сечоприймачів» для отримання зразків не підтримується Всесвітньою організацією охорони здоров'я через високий рівень забруднення під час вирощування культур, а метод катетеризації застосовується лише у тих дітей, що не привчені до туалету.  Деякі вчені, наприклад, спеціалісти Американської академії педіатрії, рекомендують ультразвукове дослідження нирок та цистоуретрограму під час сечовипорожнення (спостереження за уретрою та сечовим міхуром людини за допомогою рентгенівського дослідження у реальному часі під час сечовипорожнення) для всіх дітей молодше двох років, які мають інфекцію сечового тракту. Проте, враховуючи недостатність ефективної терапії у разі встановлення проблеми, інші, наприклад Національний інститут клінічної кваліфікації, рекомендують лише звичайну візуалізацію у дітей молодше шести років або у дітей з аномальними результатами аналізів.

### Диференціальний діагноз
У жінок з цервіцитом (запаленням шийки матки) або кольпітом (запаленням вагіни) та у юнаків із симптомами інфекції сечового тракту причиною може бути Chlamydia trachomatis або гонококки. Кольпіт може бути обумовлений також дріжджовою інфекцією. Інтерстиційний цистит (хронічний біль у сечовому міхурі) може бути у людей, що мали численні симптоми інфекції сечового тракту, але результати посіву культури сечі залишались негативними, а антибіотики не допомагали. Простатит (запалення простати) також слід розглянути, у випадку диференціального діагнозу.

## Лікування
Стандартне лікування — антибіотики. Феназопіридин часто виписують у перші дні в комбінації з антибіотиками, щоб полегшити біль та невідкладні позови до сечовипускання. Проте, його не дуже часто рекомендують через проблеми безпечності використання, зокрема через підвищений ризик метгемоглобінемії (підвищений рівень метгемоглобіну у крові). При підвищеній температурі можна застосовувати ацетамінофен (парацетамол).
Жінкам з рецидивом інфекції сечового тракту може допомогти самолікування після виявлення симптомів, а медичний контроль потрібен лише у разі, якщо початкова терапія була невдалою.

### Неускладнена інфекція
Неускладнена інфекція може бути діагностована та лікуватися лише за наявності симптомів. Пероральні антибіотики, такі як триметопрім/сульфаметоксазол (TMP/SMX), цефалоспорини (аксетин), фурадонін або фторхінолон, значно скорочують час лікування та є однаково ефективними. Триденна терапія триметопрімом, TMP/SMX або фторхінолоном є достатньо ефективною, тоді як фурадонін потребує прийому протягом 5-7 днів. При лікуванні, полегшення симптомів повинне спостерігатися протягом 36 годин. Приблизно 50 % людей одужують без лікування через декілька днів або тижнів. Американська спілка інфекційних хвороб не рекомендує фторхінолони як початкову терапію через ризик розвитку стійкості до цього класу препаратів. Попри це застереження, певна стійкість вже розвинулась до всіх цих препаратів через їхнє поширене застосування. У деяких країнах триметопрім вважається аналогом TMP/SMX. У разі простих інфекцій сечового тракту дітям часто призначають триденну терапію антибіотиками.

### Пієлонефрит
Пієлонефрит лікується інтенсивніше, ніж проста інфекція сечового міхура шляхом тривалішого курсу пероральних антибіотиків або лікуванням внутрішньовенними антибіотиками. Семиденна терапія фторхінолоном ципрофлоксацином перорально зазвичай застосовується у тих регіонах, де рівень стійкості становить не менше 10 %.Якщо рівень локальної стійкості становить більше 10 %, часто виписують дозу цефтріаксону внутрішньовенно. Тим, хто має більш серйозні симптоми, необхідна госпіталізація та курс антибіотиків. Можна взяти до уваги такі ускладнення, як сечова обструкція від ниркового каменю, якщо симптоми не покращуються за два-три дні з початку лікування.

## Епідеміологія
Інфекції сечового тракту — найбільш поширена бактеріальна інфекція у жінок. Частіше вони трапляються у віці від 16 до 35 років, при цьому 10 % жінок інфікуються щорічно, а 60 % мають інфекцію у певний момент свого життя. Рецидиви є частими, при цьому приблизно у половини людей другий рецидив інфекції трапляється протягом року. Інфекції сечового тракту трапляються у чотири рази частіше у жінок, ніж у чоловіків. Пієлонефрит трапляється у 20-30 разів рідше. Це — найпоширеніша причина лікарняної інфекції, що становить приблизно 40 % випадків. Рівень асимптоматичних бактерій у сечі підвищується з віком від 2 до 7 % серед жінок у репродуктивному віці та до 50 % у літніх жінок у будинках для літніх людей. Рівень асимптоматичних бактерій у сечі серед чоловіків віком старше 75 років становить 7-10 %.
Інфекції сечового тракту можуть уразити 10 % людей у дитинстві. Серед дітей інфекції сечового тракту частіше трапляються у необрізаних хлопчиків віком менше трьох місяців, а також у дівчат віком до одного року. Проте інфекції дуже поширені серед дітей. У групі дітей з гарячкою віком від народження до двох років, від 2 до 20 % мали діагноз інфекції сечового тракту.

## Суспільство та культура
У Сполучених Штатах на інфекції сечового тракту припадають приблизно сім мільйонів відвідань лікаря, мільйон візитів до невідкладного відділення та сто тисяч випадків госпіталізації щороку. Затрати на такі інфекції є значними, з точки зору втраченого часу на роботу та вартості медичного обслуговування. У Сполучених Штатах безпосередня вартість лікування оцінюється у 1,6 мільярдів доларів США на рік.

## Історія
Інфекції сечового тракту згадували ще у давні часи, а їх перший опис було задокументовано у папірусі Еберса, датованому 1550 р. до н. е. Єгиптяни описували її як «посилання тепла від сечового міхура». Ефективної терапії не було до розроблення та появи антибіотиків у 1930-х рр., до цього часу рекомендували трави, кровопускання та спокій.

## Під час вагітності
Інфекції сечового тракту небезпечнішими під час вагітності через підвищений ризик інфікування нирок. Під час вагітності високий рівень прогестерону підвищує ризик скорочення м'язового тонусу сечоводів та сечового міхура, що підвищує імовірність рефлюксу, коли сеча збігає по сечоводах назад до нирок. Попри те, що у вагітних жінок немає підвищеного ризику асимптоматичної бактеріурії, у разі її наявності ризик інфекції нирок підвищується до 25-40 %. Тому, якщо аналіз сечі вказує на наявність інфекції, навіть за умови відсутності симптомів рекомендується лікування. Зазвичай застосовують цефалексин або фурадонін, оскільки вони вважаються безпечними для вагітних. Інфекція нирок під час вагітності може призвести до передчасних пологів або передеклампсії (стану підвищеного тиску крові, та дисфункції нирок під час вагітності, що може призвести до конвульсій).